# Валевская, Наталья Александровна
Ната́лья Александровна Валевская (укр. Наталія Олександрівна Валевська; 10 июня 1981, Хмельницкий, Украинская ССР, СССР) — украинская певица.

## Первые шаги
Родилась 10 июня 1981 в Хмельницком, Украина. В 15 она начинает писать песни, первое признание приходит через два года — на конкурсе молодых исполнителей «Песня над Бугом» Валевская стала победительницей. Позже Наталья работала певицей в ресторане, где и познакомилась с будущим мужем.

## Образование
С отличием окончила Киевский национальный университет культуры и искусств, факультет «Музыкальное искусство», в 2007 году. С отличием окончила Киевский институт интеллектуальной собственности и права НУ «ОЮА».  Кафедра интеллектуальной собственности и гражданско-правовых дисциплин в 2018 году.

## Карьера

### 2004 — 2011
В 2004 году Валевская победила в конкурсе эстрадной песни среди молодых исполнителей «Стань звездой» и получила гран-при престижного международного конкурса «Ялта-2004» в рамках телефестиваля «Море друзей».
2005 год победила в телевизионном проекте «Шанс». Позже певица записала дуэт с народным артистом Украины, солистом Метрополитен-оперы Владимиром Гришко.
Первый диск Натальи Валевской «Отпусти» был выпущен в 2006 году, в него вошли композиции на русском, украинском, итальянском и французском языках.
В 2007 году певица представила Украину в качестве дебютантки на «Венском балу», снялась в кино «Одинокий ангел». В этом же году певица выпустила второй альбом «Без тебя» и одержала победу в музыкальном конкурсе «Ялта — Москва-Транзит».
В 2008 году Наталья приняла участие в международном фестивале «Лунный кот» Льорет-де-Мар, Каталония.
В конце 2010 года вышел третий альбом Валевской «Желанья сбудутся», песни для которого выбирала сама Алла Пугачева. Хит «Палала» стал лауреат премии «Украинская песня года» в 2010 году.
Годом позже, в 2011, Наталья приняла участие в проекте «Золотой Граммофон-Украина» и международном фестивале Crimea Music Fest. В результате сотрудничества с российским композитором Виктором Дробышем была записана совместная песня Натальи Валевской и Авраама Руссо «Цвет любви».
С июля по сентябрь 2013 года Наталья совместно с шоу-балетом «Овации» проехалась по Крыму и Украине с юбилейным туром «Желанья сбудутся» (более 35 концертов). В августе артистка приняла участие в Первом музыкальном фестивале «Музыка нас соединила», который проходил в Каховке по случаю празднования 1025-й годовщины Крещения Руси. В сентябре состоялась премьера новой режиссёрской работы Натальи — видео на песню «Вiдболiло». Клип занял первое место в хит-параде «Фм-тв», а также по мнению интернет-пользователей популярной соц. сети «Вконтакте», видео стало лучшим клипом первой половины сентября.

### 2014 — 2017
В июле 2014 года певица стала Почетным членом жюри от Украины на детском конкурсе «Славянский базар» в Витебске.
Премьера клипа «Скажи мне да» состоялась в октябре 2014 года.
В марте 2015 певица сняла клипы на песни «Огонь моей души» и Avrora Dreams. В этом же месяце прошёл концерт-тур по Израилю.

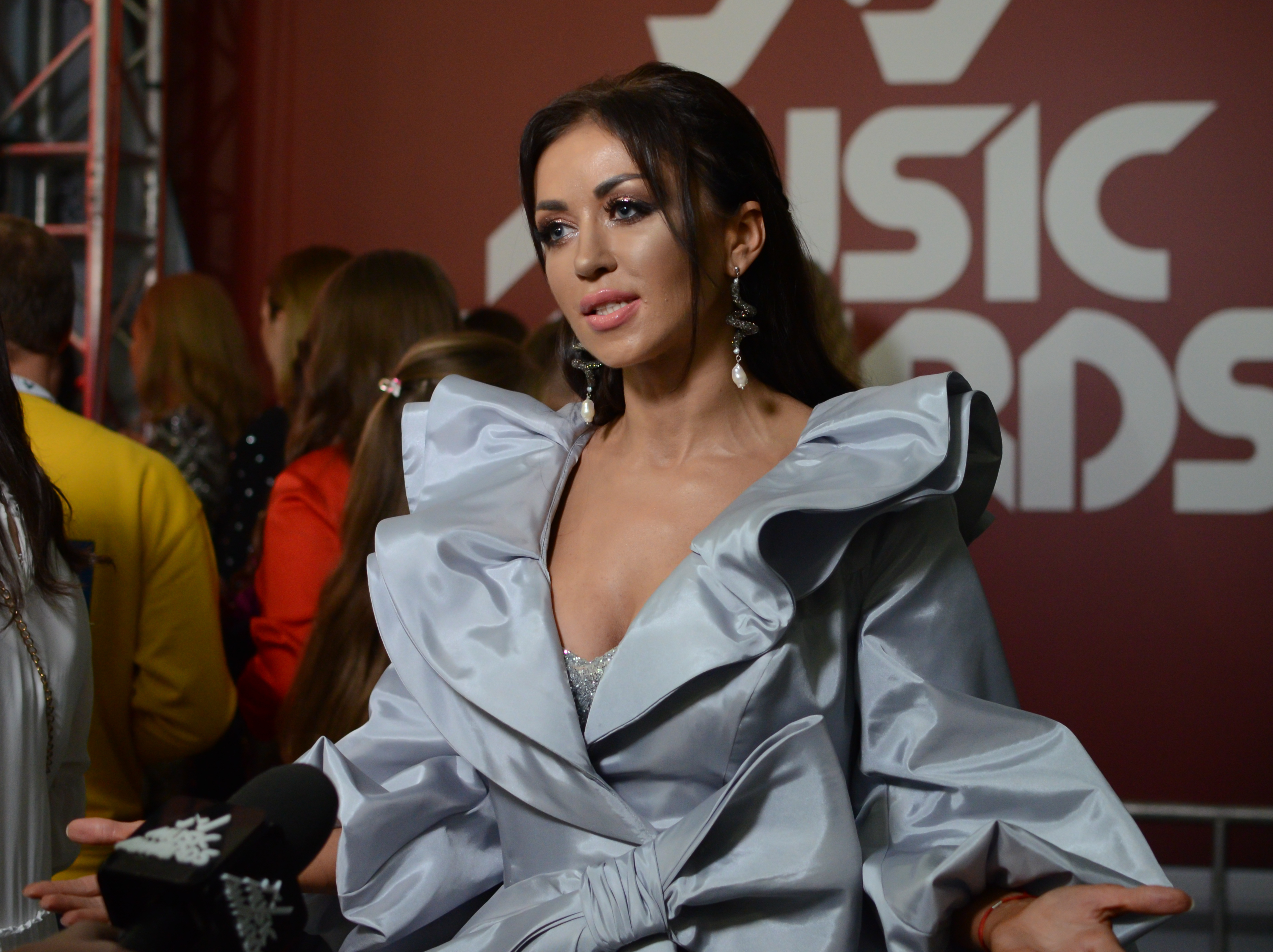
Валевская на фестивале M1 Music Awards 2019

В апреле 2015 прошла презентация юбилейного альбома CD-DVD — Valevskaya.Life.
В июне 2015 прошла презентация альбома Valevskaya The Best — лучшие клипы за 10 лет творчества. Вскоре Наталья стала ведущей открытия «Славянского базара».
В августе того же года певица презентовала песню «Мир над Україною» и приняла участие в проекте «Флешмоб українських пісень» ко 25-летию независимости Украины.
Свою деятельность в 2017 году Валевская начала с участия в проекте «Українська пісня року в Європі» с песней «Мир над Україною». В марте участвовала в проекте Шлягер года с песней «Цвет любви». В том же месяце песня «Огонь моей души» награждена премией «Шлягер года».

## Личная жизнь
- Владимир Пригладь (род. 1975 г.) — супруг и продюсер певицы.[2][4][5]
- В июле 2022 года певица сообщила о расторжении брака

## Благотворительность
Наталья Валевская является основателем и президентом собственного Благотворительного Фонда, деятельность которого направлена на оказание помощи детям.
С 2006 по 2011 гг. певица принимала участие во Всеукраинской благотворительной акции «Серце до серця».
В 2009 году Валевская приняла участие в благотворительной программе «Большой оркестр праздничной помощи» (г. Краков); благотворительных концертах «Не дай СПИДу шанс», «Звезды дарят надежду», «Світ дитячих мрій, світ талантів»;
2009 — 2011 гг. — сбор средств для благотворительных проектов, связанных с защитой и улучшением здоровья детей.
2010 г. — акция в поддержку детей-сирот «Удовольствие на льду, ради помощи детям»; «Бал звёздных ёлок» (средства направлены на нужды детей с нарушением слуха); благотворительный концерт «Допоможи — це просто»; специальная благотворительная акция «Осуществи детскую мечту»;
В 2011 году Наталья поддержала благотворительную акцию «Всемирный День Донора», приняла участие в акции «Серце до серця» и в V фестивале «Мама+Я» (г. Днепропетровск).
В 2013 году Благотворительный фонд Натальи Валевской оказал поддержку: бердичевской школе-интернату (караоке система), Хмельницкому областному детскому дому (компьютер), Киевскому детскому саду комбинированного типа №645 (телевизор), Центру психологии «Я+семья» в реализации проекта «Детдом» (200 л бензина).
Наталья приняла участие в благотворительном фестивале «Мечте навстречу», фестивале детского творчества «Свет талантов-цвет нации» и в социальной акции «Жизнь без наркотиков», г. Хмельницкий. В июне 2013 состоялось социально-благотворительное мероприятие в парке «Киевская Русь» где наталья приняла участие в круглом столе «Украинская женщина третьего тысячелетия».
В 2014 год Наталья приняла участие в акции «Від сердця до сердця» в помощь детской областной больнице, посетила Прилуцкую колонию для несовершеннолетних, приняла участие в проекте «Щасливі долоні», стала членом в конкурсе «Податки очима дітей» от ДФСУ.
2015 год Наталья Валевская начала с проведения мастер-класса по вокалу для детей-сирот в Харькове. В феврале того же года Валевская награждена знаком отличия «За відданість справі» от Секретариата президента Украины. Приняла участие в детском фестивале «Діти-квіти», в котором также принимали участие дети-сироты и дети из зоны АТО, а также оказала поддержку переселенцам в Мариуполе.Певица выступила в лагере «Чайка» для «солнечных» деток, приняла участие в благотворительном вечере от посольства Мальты. В ноябре 2015 благотворительный фонд «Желания сбудутся» оказал поддержку детям-сиром в рамках фестиваля «Щасливі долоні».
В июне 2016 года Наталья приняла участие в Благотворительном фестивале ко дню защиты детей во Дворце Украины. В этом же году выступила в ровенской колонии для несовершеннолетних.

## Дискография
| Название                                                       | Информация                                                                            |
| -------------------------------------------------------------- | ------------------------------------------------------------------------------------- |
| Отпусти                                                        | Резлиз: 2006 год Продюсер: В. Пригладь Лейбл: Artur music                             |
| Без тебя                                                       | Резлиз: 2007 год Продюсеры: В. Пригладь, И. Кондратюк Лейбл: Asrta record's           |
| Желанья сбудутся                                               | Резлиз: 2010 год Продюсер: В. Пригладь Саунд продюсер: Р. Квинта Лейбл: Moon record's |
| The Best Наталья Валевская                                     | Резлиз: 2015 год Продюсер: В. Пригладь Лейбл: Apple music                             |
| DVD+CD VALEVSKAYA LIVE (юбилейный концерт во Дворце «Украина») | Резлиз: 2015 год Продюсер: В. Пригладь Лейбл: Moon record's                           |

#### Синглы
• «Цвет любви» (Дуэт с Авраамом Руссо)
• «Скажи мне Да» (Релиз: 2014)
• «Огонь моей души» (Релиз: 14.04.2015)
• «Щаслива я» (Релиз: 14.08.2017)
• «Свічка» (Релиз: 2016)
• Enrico Colonna, Natalia Valevskaya Aurora Dreams (Релиз: 2015)

## Фильмография
2006 год — «Леся+Рома» (эпизодическая роль);
2007год — «Старики-полковники» (эпизодическая роль);
2008 год — «Одинокий ангел» (эпизодическая роль);
2008 год — «Король, дама, валет» (спундтрек).

## Награды
| Год  | Премия                                                                                               |
| ---- | --- |
| 2003 | Лауреат I премии международного конкурса «Семь культур»                                              |
| 2003 | Лауреат І премии Международного конкурса молодых исполнителей «Мосты дружбы»                         |
| 2003 | Лауреат II премии Международного конкурса эстрадной песни им. В. Ивасюка                             |
| 2004 | Премия UBN AWARD 2004 в номинации «Открытие года»                                                    |
| 2005 | III премия Международного песенного фестиваля «Славянский базар» в Витебске                          |
| 2008 | Премия «Женщина третьего тысячелетия» в номинации «Перспектива III Тысячелетия»                      |
| 2008 | Награждена Орденом Святого Станислава за благотворительную деятельность                              |
| 2009 | I премия Международного конкурса Аллы Пугачевой «Алла ищет таланты»                                  |
| 2011 | Премия «Хрустальный микрофон» в номинации «Народное признание года»                                  |
| 2011 | По указанию блаженнейшего митрополита Владимира награждена орденом великомученицы Варвары II степени |
| 2016 | Премия «Владеет голосом — владеет вселенной»                                                         |
| 2016 | Наталья стала кавалером ордена Преподобных Анатолий и Феодосия                                       |